# Masters féminin d'échecs d'Australie
 (février 2024).
Le Masters féminin d'échecs d'Australie (Australian Women's Masters) est un tournoi d'échecs organisé chaque année à Melbourne, en Australie, depuis janvier 2013. Le tournoi est un événement sur invitation, normalement organisé sous la forme d'un tournoi toutes rondes à 10 joueurs. Les organisateurs et sponsors réguliers du tournoi sont Gary Bekker et Jamie Kenmure.

## Gagnantes
- 2013 :  Katherine Jarek[1]
- 2014 :  Irine Kharisma Sukandar[2]
- 2015 :  Ioulia Ryjanova[3]
- 2016 :  Gu Xiaobing[4],[5],[6]
- 2017 :  Emily Rosmait[7]